# Залізничне (Кривий Ріг)
Залізничне (до 1957 — Довгинцеве-Сортувальне) — історична місцевість в Довгинцівському районі Кривого Рогу.

## Історія
16 серпня 1957 року селище Довгинцеве-Сортировочне виділене із смуги міста Кривий Ріг з присвоєнням селищу міського типу найменування Залізничне. 
Залізничну селищну Раду підпорядковано Криворізькій міській Раді депутатів трудящих.
У 1998 році  смт Залізничне Криворізького району Дніпропетровської області було виключено з облікових даних.